# Pfarrkirche Mörtschach

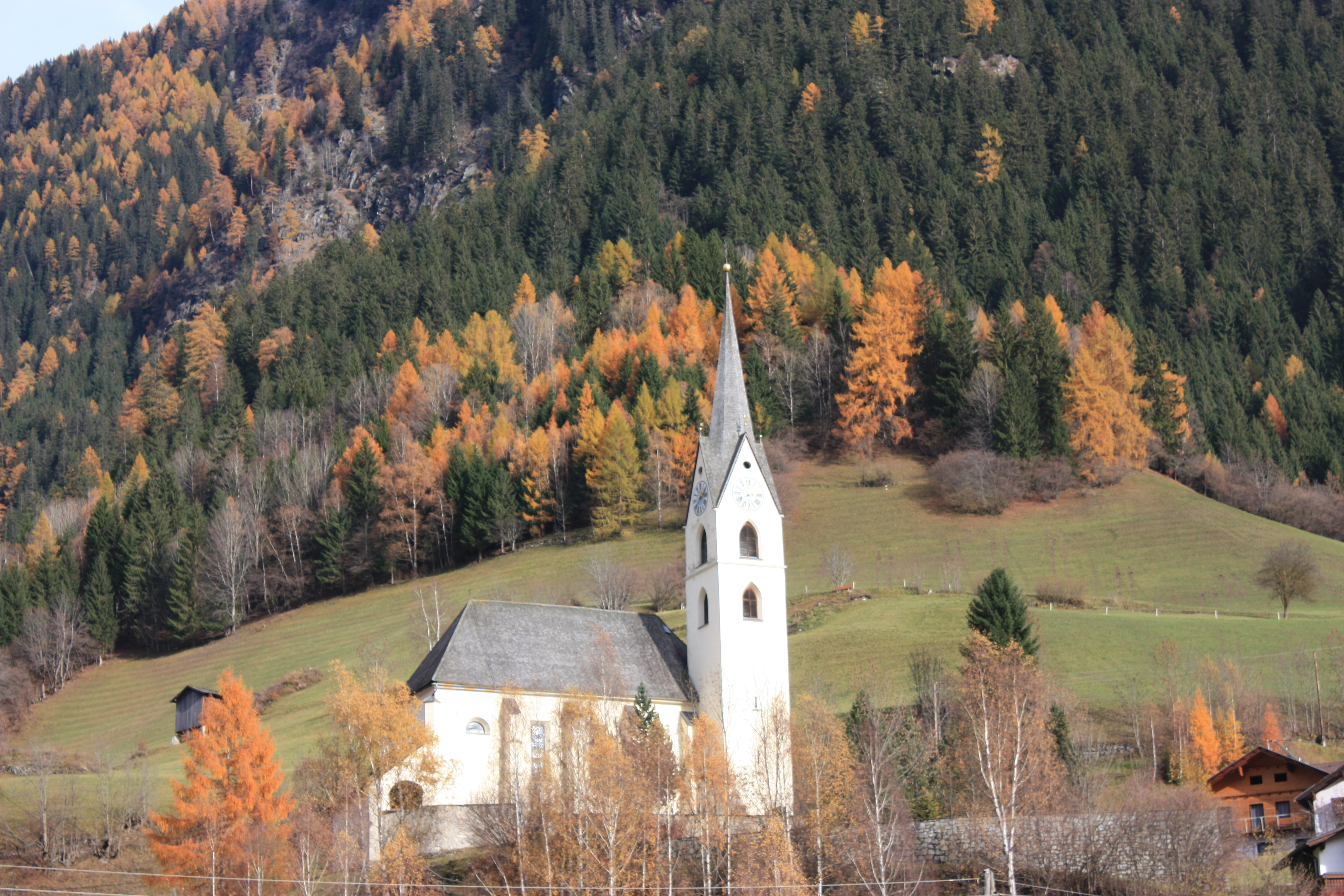
Pfarrkirche Mörtschach

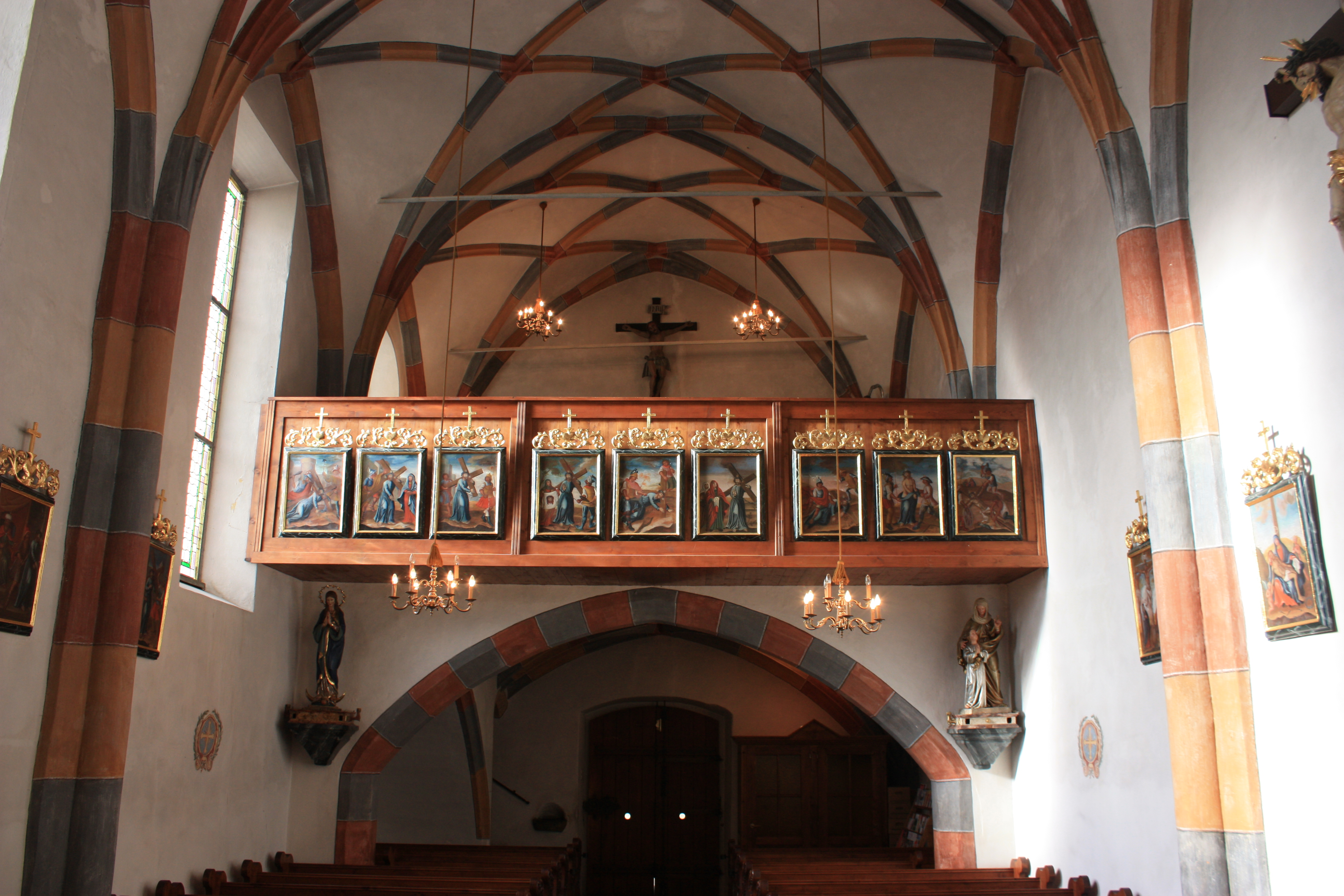
Innenansicht

Die römisch-katholische Pfarrkirche Mörtschach steht auf einem Hügel über dem Ort Mörtschach in Kärnten. Sie ist dem heiligen Leonhard geweiht.

## Beschreibung
Die Kirche ist ein mittelgroßer, spätgotischer Bau. Sie wurde 1516 errichtet und besteht aus einem Langhaus mit zweifach abgetreppten Strebepfeilern und einem Chor mit Fünfachtelschluss. Der Südturm hat Spitzbogenfenster und wird von einem Spitzgiebelhelm bekrönt. Eine Glocke wurde 1710 von Georg Grassmayr gegossen.
Die Vorhalle mit seitlichen Bogenöffnungen ist mit der Friedhofsmauer verbunden. Das Westportal mit einem Spitzbogengewände und einer Rundbogenöffnung aus Serpentin hat eine Rundstabrahmung, ist mit der Jahreszahl 1516 datiert und mit einem Wappen, einem Weihekreuz und einer Leonhardikette versehen. Das Wandgemälde des heiligen Leonhard in einer Landschaft rechts neben dem Portal stammt aus der Mitte des 19. Jahrhunderts.
Über dem einschiffigen, vierjochigen Langhaus erhebt sich ein Netzrippengewölbe auf Wandvorlagen mit Runddiensten. Die Empore im Eingangsjoch aus der Erbauungszeit wurde im Barock durch eine vorgelegte Holztribüne über zwei Säulen erweitert.
Über dem Chor ruht ein Sternrippengewölbe auf Konsolen. Südseitig führt eine eisenbeschlagene Tür mit abgefastem Gewände in die Sakristei. Darüber führt eine spitzbogige Tür zum Turm.

## Einrichtung
Der 1754/55 gefertigte Hochaltar zeigt im Mittelbild den Kirchenheiligen St. Leonhard, im Oberbild Mariä Himmelfahrt. Die seitlichen Figuren, die Heiligen Antonius von Padua, Nikolaus, Johann Nepomuk sowie ein heiliger Bischof wurden im 19. Jahrhundert weiß übermalt.
Der linke Seitenaltar zeigt ein Herz-Jesu-Bild, flankiert von den Statuen der Apostelfürsten Petrus und Paulus. Der rechte Seitenaltar birgt in der Mittelnische eine Pietà, zwischen König David und einem zweiten König. Die um 1800 entstandene Kanzel mit Zopfdekor trägt am Schalldeckel die Figur Christus als Guter Hirte. Die Schutzengelgruppe an der südlichen Langhauswand stammt aus dem 18. Jahrhundert, das Kirchengestühl von 1700.